# Peter Molin
Sven Peter Molin, född 5 januari 1957 i Sundbyberg, Stockholms län, är en före detta svensk militär (överste), och länsråd vid Länsstyrelsen i Gotlands län 2011–2021.

## Biografi
Peter Molin är son till egenföretagaren Sven Toivo Molin och farmaceuten Siv Maj-Britt Marianne, född Carlsson. Molin gifte sig 1982 med Pia Westerdahl (född 1958). Han blev sambo 2000 med frisören Cathrine Christiansson, (född Appelbom 1968), dotter till chauffören Staffan Flodman och skolbiträdet Maj-Gull, född Appelblom.
Han blev löjtnant vid Gotlands regemente (P 18) 1980, kapten 1983 och genomgick armélinjens allmänna tekniska kurs vid Militärhögskolan, vapentekniska grenen (AATKV) 1984–85 och armélinjens högre vapentekniska kurs (ATKV) 1985–87. Molin blev major 1988, var avdelningschef vid markoperativa avdelningen vid Gotlands militärkommando (MKG) 1990 och tjänstgjorde vid arméstaben från 1992. Han var också under en period i början av 1990-talet anställd som systemanalytiker vid Förenade Fabriksverken (FFV) i Eskilstuna.
Han var sektionschef vid Gotlands militärkommando 1993, överstelöjtnant och chef för taktikledningen 1994–97 och blev överstelöjtnant med särskild tjänsteställning 1997. Molin var ställföreträdande chef för Gotlands regemente och Gotlandsbrigaden (MekB 18) 1997, blev överste 1999 och var chef för Gotlands regemente (P 18) 2000–03 samt var överste vid Gotlands militärdistrikt (MDG) från 2003. Han genomförde studier vid United States Army War College 2003-05, var adjutant vid H.M. Konungens stab 1994–2004 och 2004 överadjutant vid H.M. Konungens stab.
Peter Molin lämnade den militära banan och var förvaltningschef på Barn- och utbildningsförvaltningen, Gotlands kommun 2005–2011 innan han den 21 januari 2011 av regeringen utsågs till länsråd vid Länsstyrelsen i Gotlands län. Han var länsråd till sin pension 2021.